# Жукаускас, Артурас (физик)
Арту́рас Жука́ускас (лит.  Artūras Žukauskas; 22 ноября 1956, Вильнюс) — советский и литовский физик, хабилитированный доктор наук, профессор, действительный член Академии наук Литвы; ректор Вильнюсского университета (2015–2020). Депутат Сейма Литвы в 2020—2024 годах.

## Биография
Учился в Шяуляйской 5-й средней школе (1963—1968), затем в Вильнюсской средней школе имени Саломеи Нерис (1968—1974). В 1979 году окончил физический факультет Вильнюсского университета. В 1980 году вступил в КПСС. В 1983 году в Вильнюсском университете защитил диссертацию „Nepusiausvirųjų krūvininkų ir eksitonų kaitimas stipriai sužadintuose II–VI grupės junginių kristaluose“. В 1991 году защитил хабилитационную диссертацию „Netermalizuotos elektronų ir fononų sistemos kinetika stipriai sužadintuose tiesiajuosčiuose puslaidininkiuose“.
Работал на кафедре физики полупроводников факультета физики Вильнюсского университета младшим научным сотрудником (1979—1982), старшим научным сотрудником (1983—1992). С 1992 года старший научный сотрудник Института прикладных наук ВУ, его директор в 2002—2012 годах. С 2013 года заведующий отделом полупроводниковой оптоэлектроники Института прикладных наук. В 2000 и 2001 годах работал в Политехническом институте Ренсселера (США).
12 марта 2015 года Совет Вильнюсского университета избрал Артураса Жукаускаса ректором.
В 2020 году был избран в Сейм Литовской Республики от партии свободы. Председатель комитета по просвещению и науки.

## Награды и звания
- Научная премия Литвы (2002) за цикл работ „Energijos virsmai šviesa sužadintose puslaidininkinėse medžiagose ir nanodariniuose“ (совместно с Саулюсом Антанасом Юршенасом, Гинтаутасом Тамулайтисом, Видмантасом Гульбинасом; 1985—2001)[4].
- Премия имени Повиласа Бразджюнаса Академии наук Литвы (2007) за цикл работ „Nuo nitridinių puslaidininkių optinių savybių iki kietakūnio apšvietimo nišinių taikymų“ (1999—2006)
- Премия Дональда Финка (IEEE Donald G. Fink Prize Paper Award, 2007) за лучшую публикацию
- Национальная премия прогресса (2008) за вклад в развитие физики полупроводников в Литве.
- Почётный доктор Тбилисского государственного университета имени Иванэ Джавахишвили (2018)[5][6]
- Командор ордена Полярной звезды (2015, Швеция)